# Margery Hinton
Margery Hinton (* 25. Juni 1915 in Manchester; † 18. Februar 1996 ebenda) war eine britische Schwimmerin. Sie gewann bei Europameisterschaften drei Bronzemedaillen. Bei Commonwealth Games erhielt sie eine Goldmedaille, eine Silbermedaille und drei Bronzemedaillen.

## Karriere
Margery Hinton trat für den South Manchester Swimming Club an. Ihre Spezialdisziplinen waren das Freistilschwimmen und das Brustschwimmen.
Hinton war bei ihrem ersten Olympiastart 1928 in Amsterdam dreizehn Jahre alt. Über 200 Meter Brust schied sie im Vorlauf aus. Zwei Jahre später bei den British Empire Games 1930 im kanadischen Hamilton wurden die Schwimmwettbewerbe nicht auf metrischen Strecken, sondern auf Yards-Distanzen ausgetragen. Über 200 Yards Brust siegte die ebenfalls aus Manchester kommende Cecelia Wolstenholme vor Margery Hinton und der Schottin Ellen King. Über 400 Yards Freistil siegte die Engländerin Margaret Cooper, Margery Hinton belegte den fünften Platz. Im Jahr darauf bei den Europameisterschaften 1931 in Paris gewann Cecelia Wolstenholme über 200 Meter Brust mit fast zwei Sekunden Vorsprung auf die Niederländerin Jenny Kastein, weitere zwei Sekunden dahinter erschwamm Margery Hinton die Bronzemedaille.
Bei den Olympischen Spielen 1932 in Los Angeles schied Wolstenholme im Vorlauf über 200 Meter Brust aus, während sich Hinton für das Finale qualifizieren konnte. Im Endlauf wurde Hinton Vierte mit über viereinhalb Sekunden Rückstand auf die Dänin Else Jacobsen, die Gewinnerin der Bronzemedaille. Zwei Jahre später fanden in London die British Empire Games 1934 statt. Über 200 Yards Brust siegte die Australierin Clare Dennis vor der Kanadierin Phyllis Haslam. Drei Sekunden hinter Haslam gewann Hinton die Bronzemedaille. In der 4-mal-100-Yards-Freistilstaffel siegten die Kanadierinnen vor den Südafrikanerinnen und der englischen Staffel mit Olive Bartle, Beatrice Wolstenholme und Edna Hughes. Direkt im Anschluss an die British Empire Games bei den Europameisterschaften 1934 in Magdeburg wurde Hinton Vierte über 200 Meter Brust mit drei Sekunden Rückstand auf die drittplatzierte Dänin Inger Kragh. Die britische 4-mal-100-Meter-Freistilstaffel mit Olive Bartle, Margery Hinton, Edna Hughes und Cecelia Wolstenholme belegte den dritten Platz hinter den Niederländerinnen und den Deutschen.
1936 in Berlin nahm Hinton zum dritten Mal an Olympischen Spielen teil. Über 100 Meter Freistil schied sie in den Vorläufen aus. Bei den British Empire Games 1938 in Sydney siegte Hinton in der 3-mal-110-Yards-Lagenstaffel zusammen mit Lorna Frampton und Doris Storey. In der 4-mal-110-Yards-Freistilstaffel gewannen die Kanadierinnen vor den Australierinnen. Die englische Staffel mit Zilpha Grant, Joyce Harrowby, Margery Hinton und Edna Hughes erhielt die Bronzemedaille. Ihre letzte internationale Medaille gewann Hinton bei den Europameisterschaften 1938 in London. Hinter den 4-mal-100-Meter-Freistilstaffeln aus Dänemark und aus den Niederlanden schwammen Zilpha Grant, Joyce Harrowby, Margery Hinton und Olive Wadham auf den dritten Platz.